# Piast Meskó
Piast Meskó, lengyelül Mieszko, Mescho, Mesko, Messko, Mihály († 1344. augusztus 9. előtt) tosti herceg, magyar katolikus főpap.

## Élete
Kázmér bytomi és cieszyni herceg és Ilona litván hercegnő fia, Károly Róbert magyar király első feleségének, Máriának fivére és Piast Boleszláv esztergomi érsek öccse. 

1313-tól johannita lovag, 1318-tól a rend magyarországi perjele. 1328. április 30-ától nyitrai püspök, majd áthelyezve veszprémi megyés püspök (1334. április 26.–1343. április 17.) és királynéi kancellár (1334. április 26.–1344). 1344-ben elhagyta Magyarországot vagy meghalt. Pecsétje 1336-ból maradt fenn.